# Шувеланский маяк
Шувеланский (Шоуланский) маяк  (азерб. Şüvəlan mayakı) — располагается на Апшеронском полуострове в Республике Азербайджан. Построен в 1907 году, находится возле спасательной станции на мысе Шоулан.

## История
14 сентября 1857 года возле Шувелянского мыса потерпел крушение крупный пароход «Куба», занимавшийся астрономическими и гидрографическими исследованиями. Погибли 22 члена экипажа, 57 человек были спасены. После этой трагедии в целях обеспечения безопасности судов было начато строительство маяков на Апшероне.
Расположен в Шувеланах недалеко от ГРЭС Северная. Его история начинается в 1874 году, когда на Шувеланском мысе Бакинское Общество по спасению погибающих на море построило спасательную станцию. В 1907 году, то есть через 33 года, на крыше ее здания было установлено фонарное деревянное сооружение с оптическим аппаратом с дальностью видимости 15 км. Было принято решение использовать станцию в качестве маяка. Это стало особенно актуально после того, как в 1907 году Девичья башня перестала выполнять роль маяка.
Осветительный прибор давал луч на расстояние в 15 км. В 1935 году после обновления осветительного устройства дальность видимости огня увеличилась до 24 км. В настоящее время маяк по-прежнему действует, относится к закрытому ведомству, то есть является стратегическим объектом.
Он представляет собой невысокое одноэтажное кубическое здание со световым фонарем на крыше. Здание Шувеланского маяка построено на скале высотой в 233 метра. Рядом располагается спасательная станция с 6-ю весельным вельботом Уайта и ракетным аппаратом. Около станции находится колокол весом в 62 пуда.